# Paul James (rugbista)
Paul James (nacido el 13 de mayo de 1982 en Neath, Gales) es un jugador de rugby galés que juega en la posición de pilier. Actualmente juega para el Bath en la Aviva Premiership. En noviembre de 2009, James fue llamado a la selección de rugby de Gales para jugar contra Nueva Zelanda en el Millennium Stadium el 7 de noviembre de 2009.
En mayo de 2012 firmó un contrato de dos años con el Bath Rugby
El 20 de octubre de 2014, se anunció que James volvería a los Ospreys en un trato de dos años al final de la temporada Aviva Premiership.
Ha sido seleccionado para jugar con Gales la Copa del Mundo de Rugby de 2015.